# Kirke Ralph

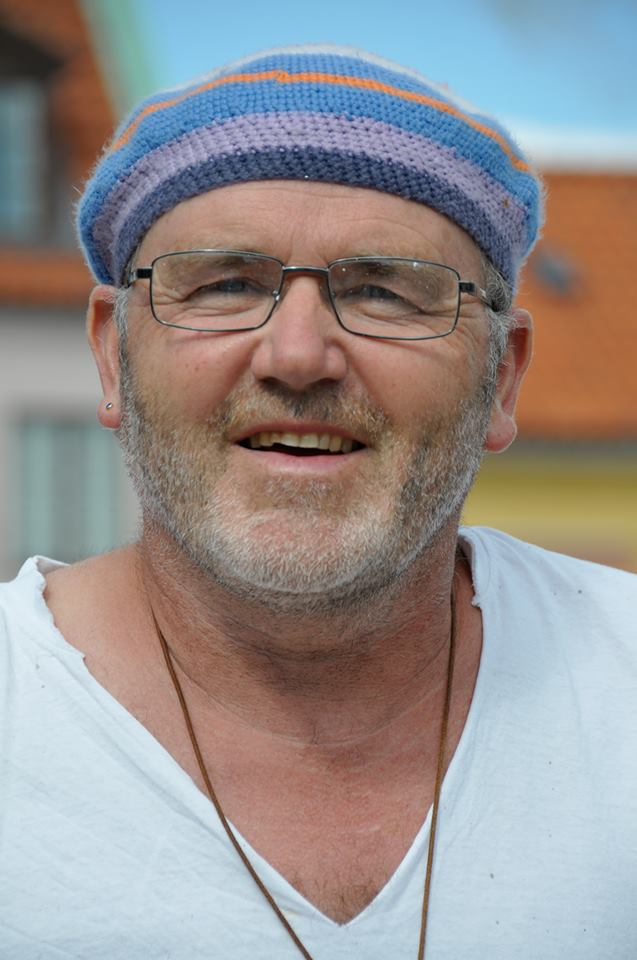
Kirke Ralph
1952 - 2013

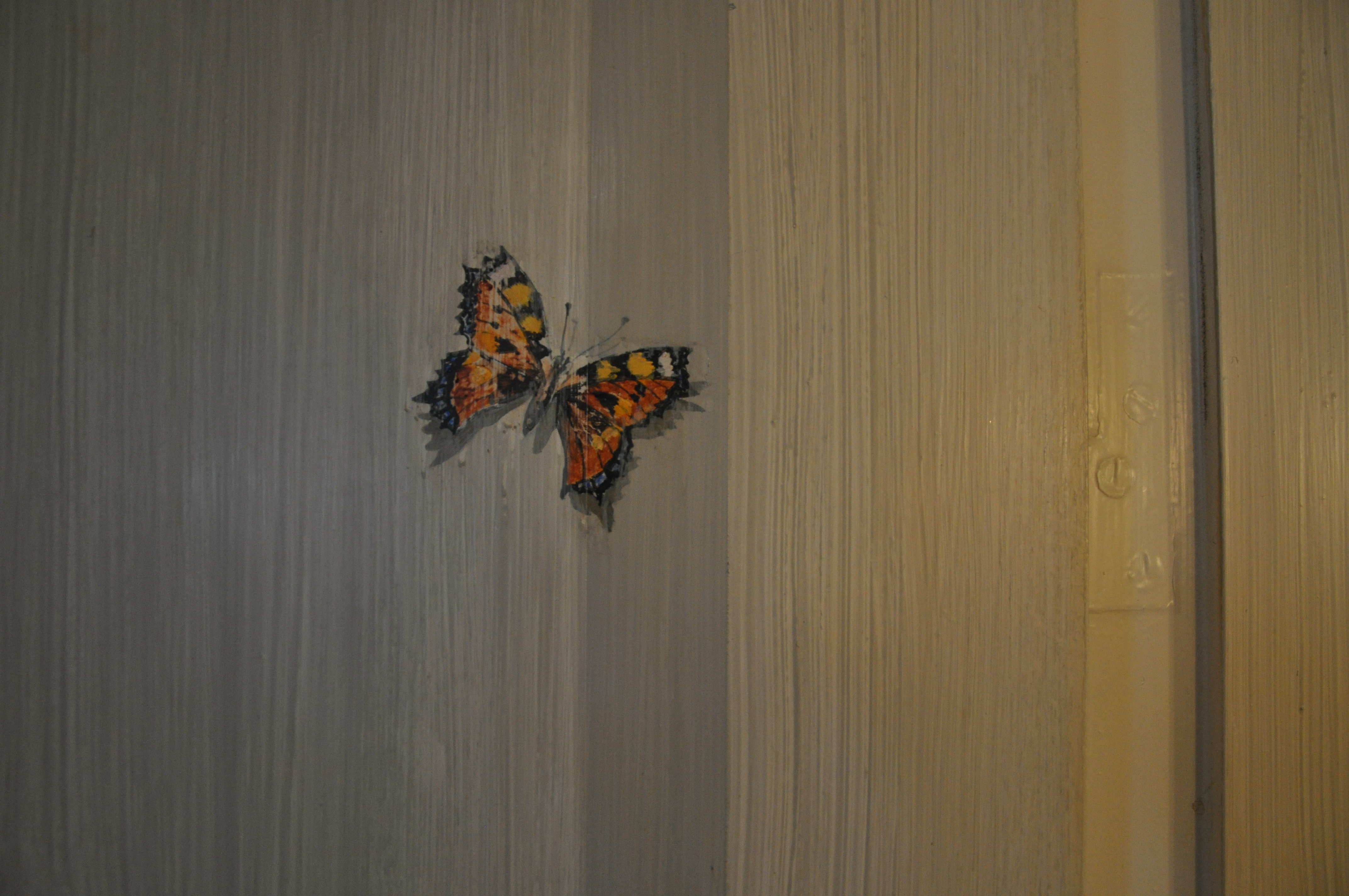
Fjärilar var Kirke Ralphs signum. Denna från en dörr på Konditori Cecil i Laholm.

Kirke Ralph, född 12 augusti 1952 i Sunderland, död 30 december 2013, är en engelsk-svensk dekorationskonstnär, bosatt och verkande i Laholm.
Ralph kom till Sverige som sjuttonåring. Han är känd för sina verklighetstrogna dekorationsmålningar på ett flertal byggnader i Laholm med omnejd. Han har även gjort väggmålningar i flera av varuhuskedjan ICA Maxis varuhus i södra Sverige. Han drog sig aldrig från att skicka med ett positivt budskap i sina målningar, men var även engagerad i samhällsfrågor och kunde vara både politisk och kritisk i sin konst.
Kirke Ralphs konstnärskap och flertalet av hans verk är samlade i Penseldrag - en bok om konstnären Kirke Ralph, av Catharina och Daniel Sanjay. 